# Kap Valdivia
Kap Valdivia (norwegisch Kapp Valdivia; englisch Cape Valdivia) ist der nördlichste Punkt der Bouvetinsel, einer subantarktischen Insel unter norwegischer Verwaltung. Es liegt zentral an der Nordküste, direkt nördlich des Olavtoppen, der mit 780 Metern höchsten Erhebung der Insel. Westlich liegt Kap Circoncision, das mit Kap Valdivia über den Bogen der 5 km langen Morgenstierne-Küste verbunden ist. Dem Kap sind mehrere Klippen vorgelagert. Die größte ist Gjest Baardsenstøtta. Östlich des Kaps liegt die Victoria-Terrasse-Küste.
Der Name des Kaps erinnert an das Forschungsschiff Valdivia der Deutschen Tiefsee-Expedition von 1898 bis 1899, die die Lage der Insel erstmals exakt bestimmte.